# Юрашеве
Юраше́ве — село Знам'янської сільської громади, Березівський район, Одеська область в Україні. Населення становить 156 осіб.

## Населення
Згідно з переписом 1989 року населення села становило 217 осіб, з яких 90 чоловіків та 127 жінок.
За переписом населення 2001 року в селі мешкало 156 осіб.

### Мова
Розподіл населення за рідною мовою за даними перепису 2001 року:
| Мова       | Відсоток |
| ---------- | -------- |
| українська | 98,08 %  |
| російська  | 0,64 %   |
| вірменська | 0,64 %   |
| молдовська | 0,64 %   |